# Казахская правда
«Казахская правда» — казахстанская ежемесячная общественно-политическая газета на русском языке. Первый номер вышел в январе 1993 года. Учредителем и бессменным главным редактором являлся Алдан Аимбетов (1931—2006). Издавалась в Алма-Ате. Тираж — 5 000 экз.
Несмотря на русскоязычность, «Казахская правда» придерживалась ярко выдержанной проказахской национал-патриотической направленности. По словам журналиста Джанибека Сулеева, материалы газеты были более радикальными, чем публикации казахскоязычной прессы того времени. В ней активно публиковались Ермек Нарымбай (с 1998 г.), Джаныбек Сулеев, Серик Малеев и другие национал-патриоты.
Благодаря остроте публикаций газета часто ввязывалась в конфликты: с «31 каналом» казахстанского телевидения и газетами «Казахстанская правда», «Караван» и «Мегаполис», а также семиреченским казачеством, уйгурской общиной и оралманами. С ней и её главным редактором судились Генеральный прокурор РК Юрий Хитрин и председатель общественного движения «Поколение» Ирина Савостина.
Вскоре после смерти Аимбетова в 2006 году газета прекратила существование. В 2006 году «Казахской правдой» 2 месяца руководил Ермек Нарымбай, затем газета отошла по наследству дочерям Аимбетова, и главным редактором стал С.Малеев, также на 2 месяца. Затем газета закрылась по договоренности наследниц Аимбетова и властей, которым была не нужна оппозиционная газета.